# Mio Technology
Mio Technology är ett taiwanesiskt företag som utvecklar och marknadsför produkter inom området handdatorer med mobiltelefoniuppkoplling.
Verksamheten etablerades i maj 2002 och har idag avdelningar i Taiwan, Kina, Belgien, USA, Japan och Sydkorea. Mio Technologys produktprogram omfattar i dag personliga navigationsenheter (PND), personliga digitala assistenter (PDA 
GPS, GPS PDA-mobiltelefoner) och personliga reseassistenter (PTA). Baserat på siffror för andra kvartalet 2007 från Canalys är Mio Technology den tredje största leverantören i Europa, Mellanöstern och Afrika av mobila navigationsenheter med integrerad GPS-mottagare. Marknadsandelen var då 10 procent. Mio Technology har 1 500 medarbetare världen över, med över 700 anställda enbart för forskning och utveckling. Verksamhetens europeiska huvudkontor är placerat i Bryssel.